# Andréi Vedenmeer
Andréi Vedenmeer –en ucraniano, Андрей Веденмеер– (Simeíz, URSS, 24 de noviembre de 1971) es un deportista ucraniano que compitió en escalada, especialista en la prueba de velocidad.
Ganó una medalla de oro en el Campeonato Mundial de Escalada de 1995 y una medalla de oro en el Campeonato Europeo de Escalada de 1996.

## Palmarés internacional
| Campeonato Mundial | Campeonato Mundial | Campeonato Mundial | Campeonato Mundial |
| Año                | Lugar              | Medalla            | Prueba             |
| ------------------ | ------------------ | ------------------ | ------------------ |
| 1995               | Ginebra (Suiza)    | Medalla de oro     | Velocidad          |
| Campeonato Europeo |                    |                    |                    |
| Año                | Lugar              | Medalla            | Prueba             |
| 1996               | París (Francia)    | Medalla de oro     | Velocidad          |